# Phalaenopsis schilleriana
Phalaenopsis schilleriana är en orkidéart som beskrevs av Heinrich Gustav Reichenbach. Phalaenopsis schilleriana ingår i släktet Phalaenopsis och familjen orkidéer. Inga underarter finns listade i Catalogue of Life.

## Bilder

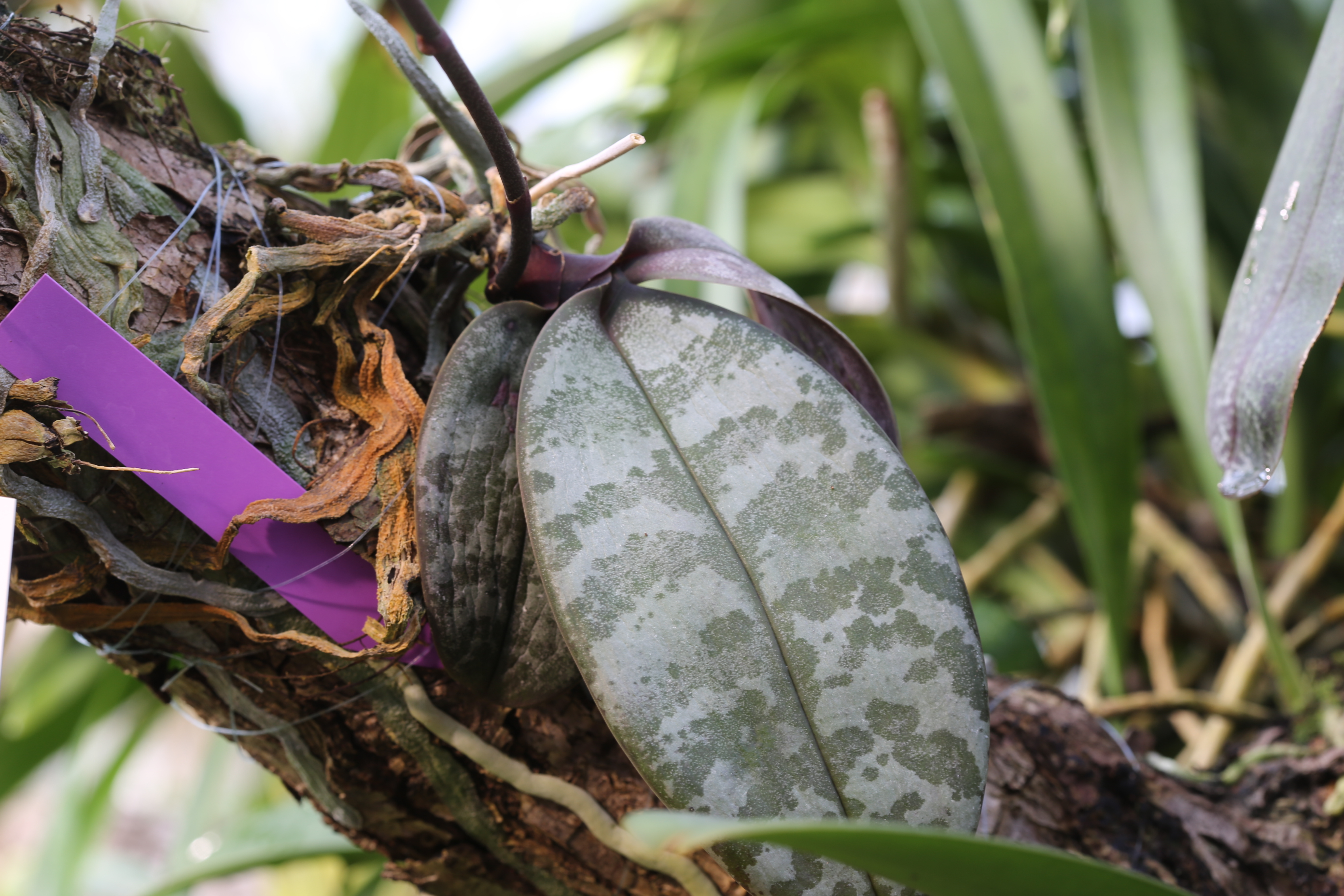
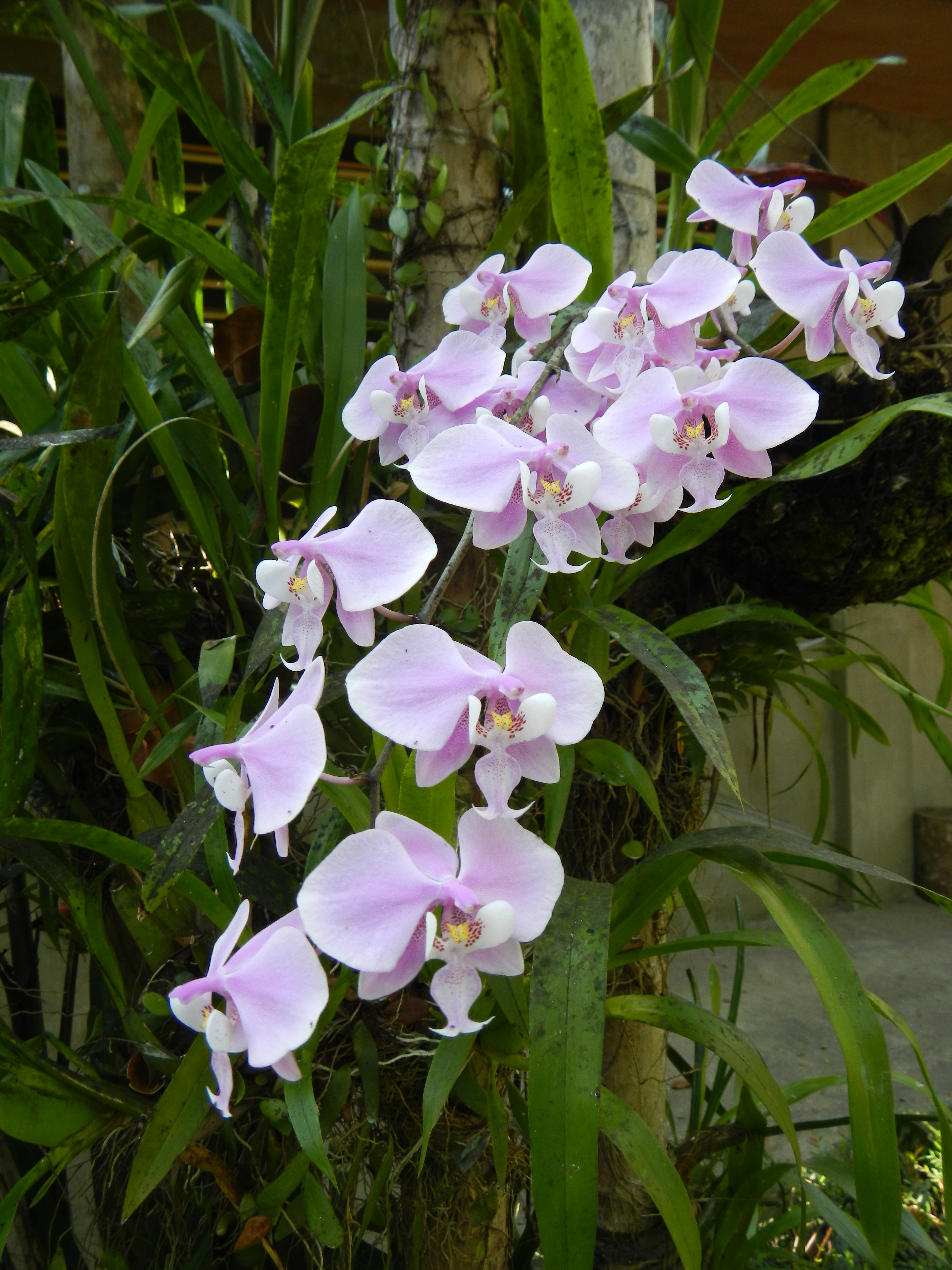
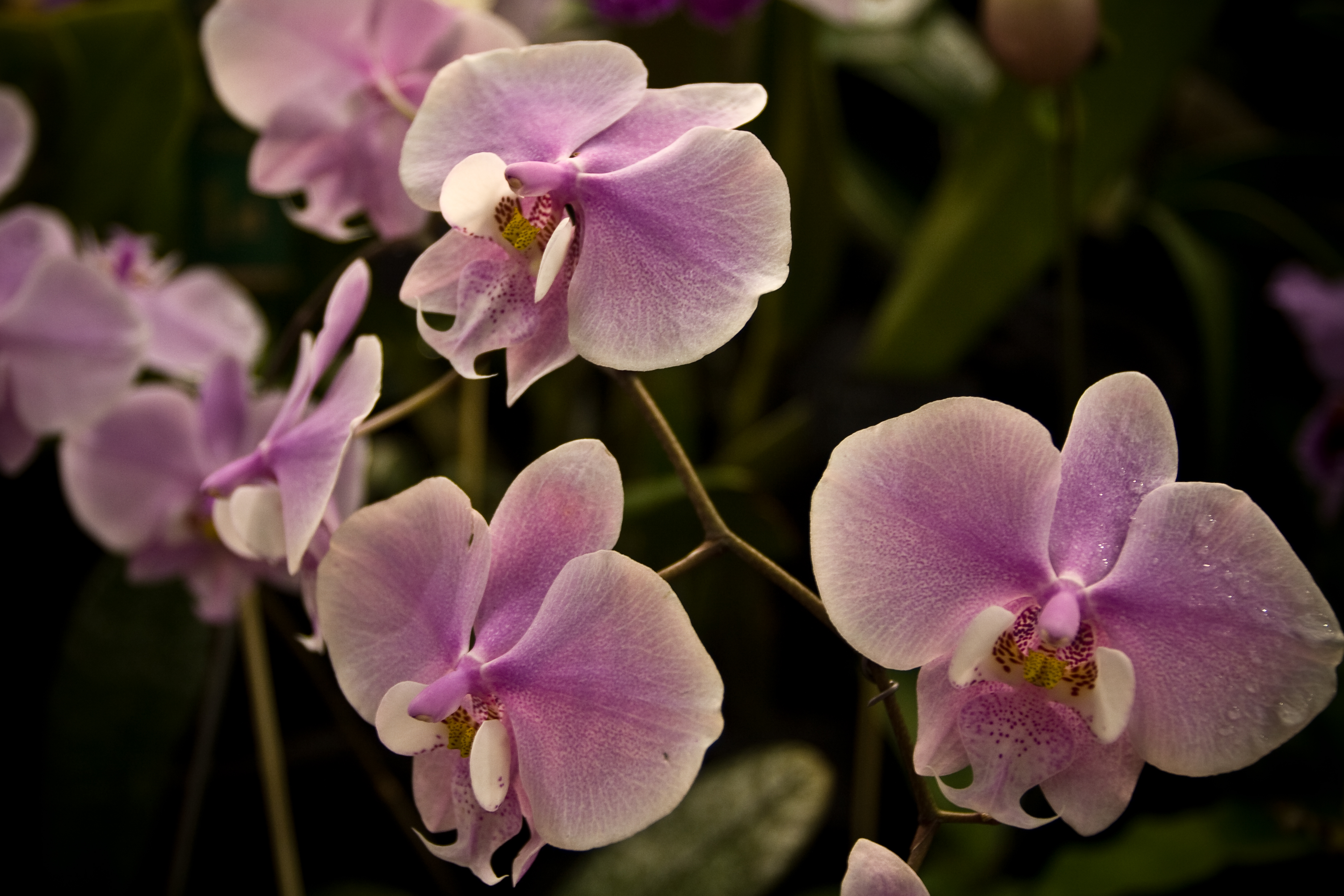
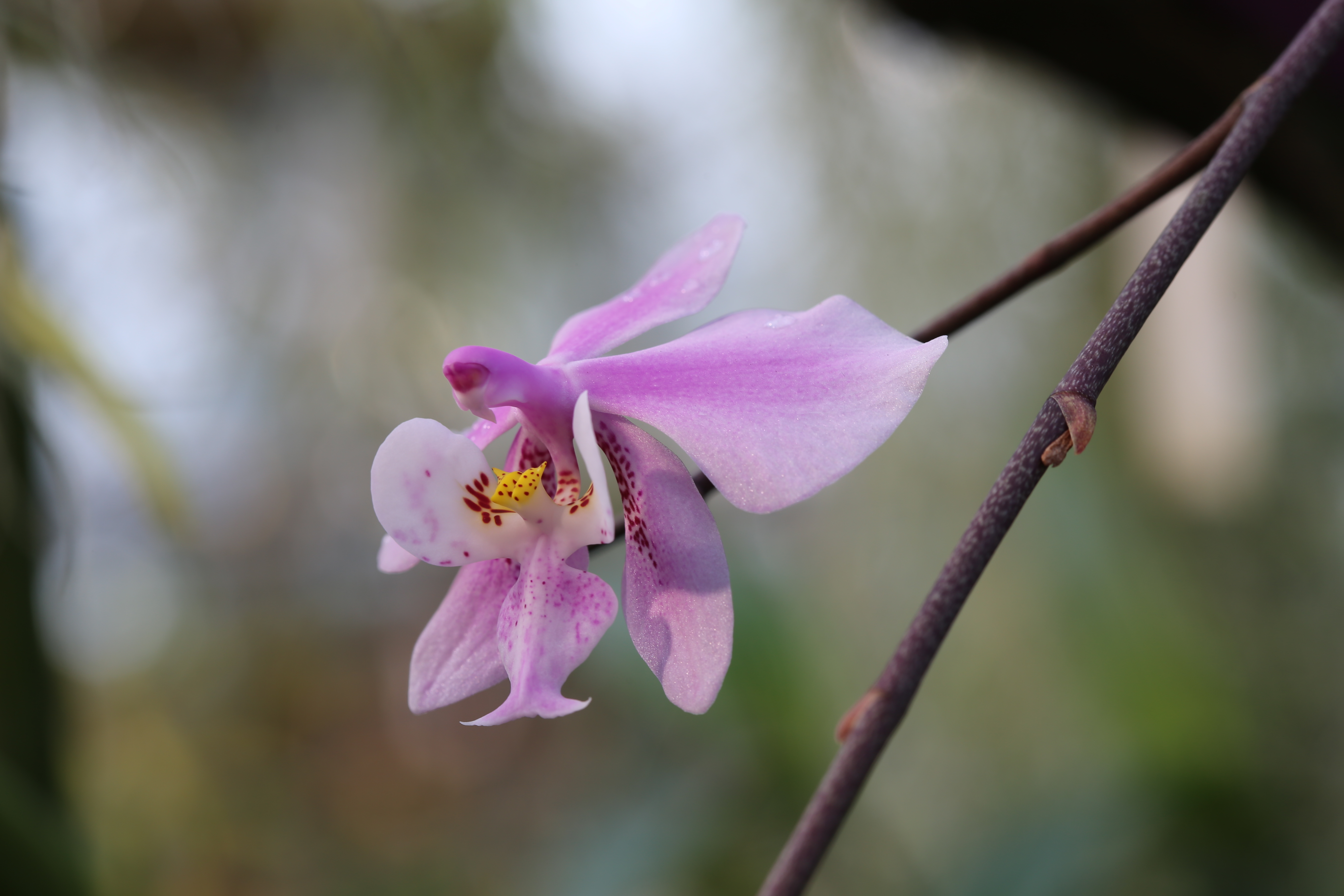
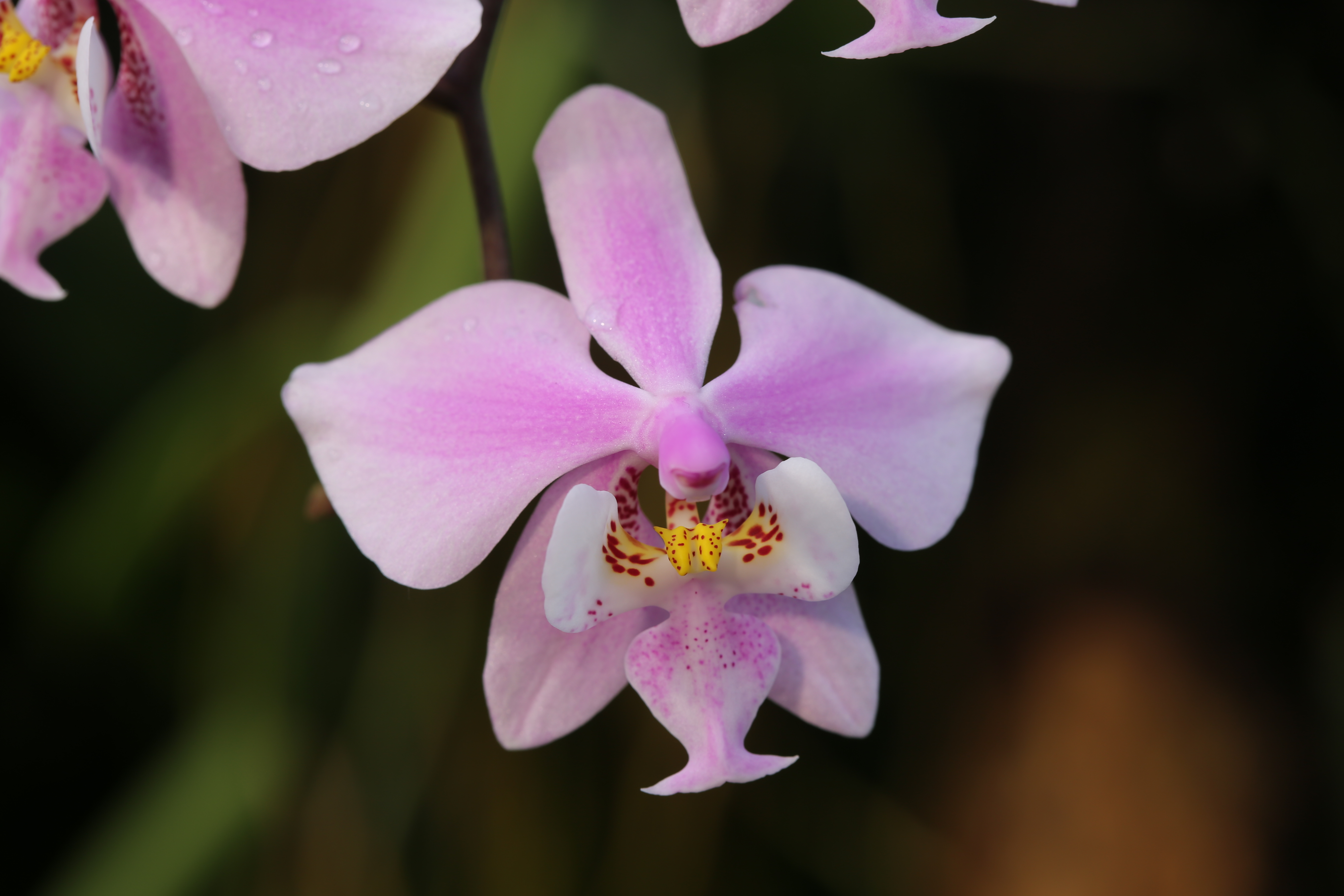
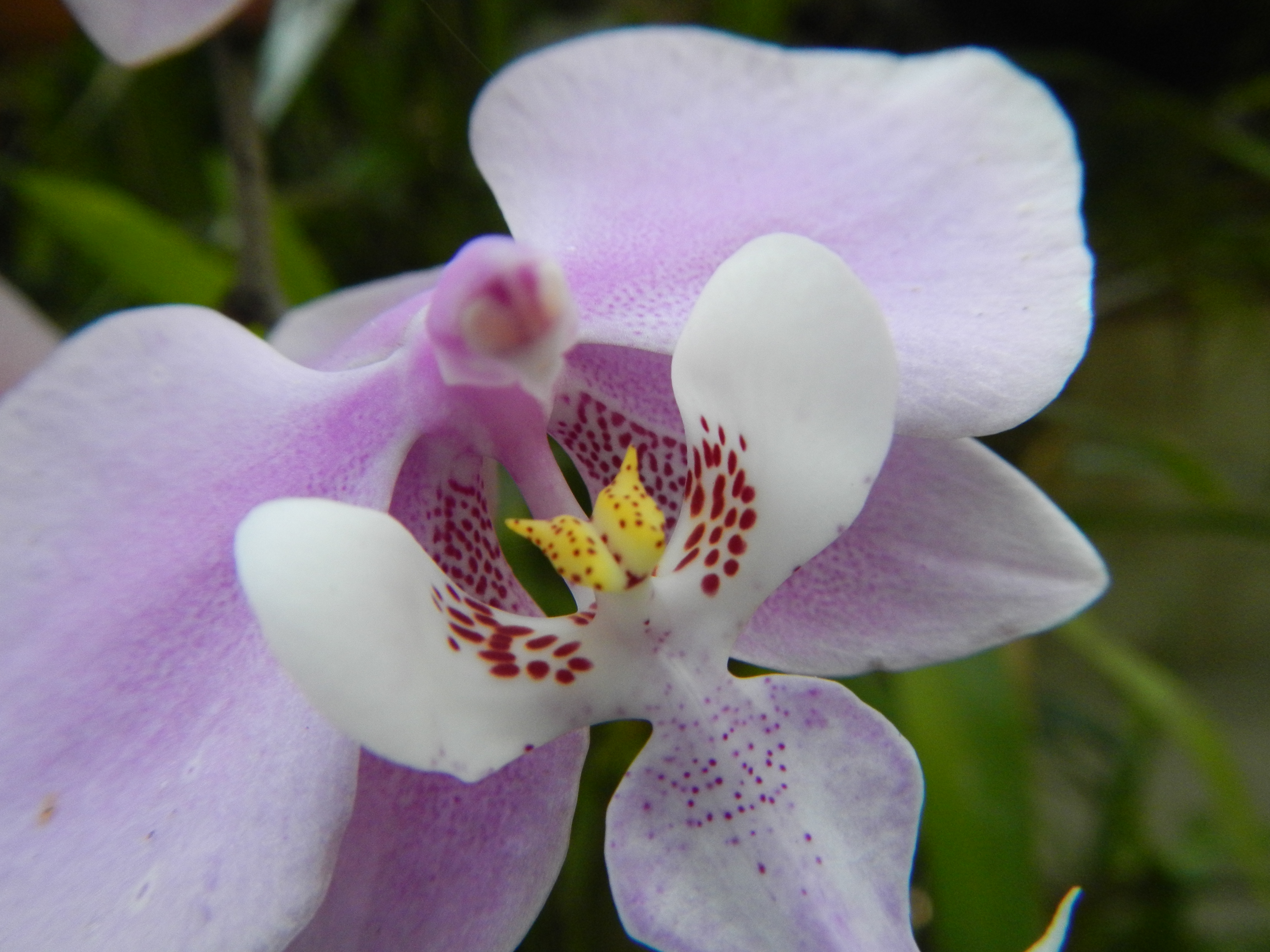

### Illustrationer

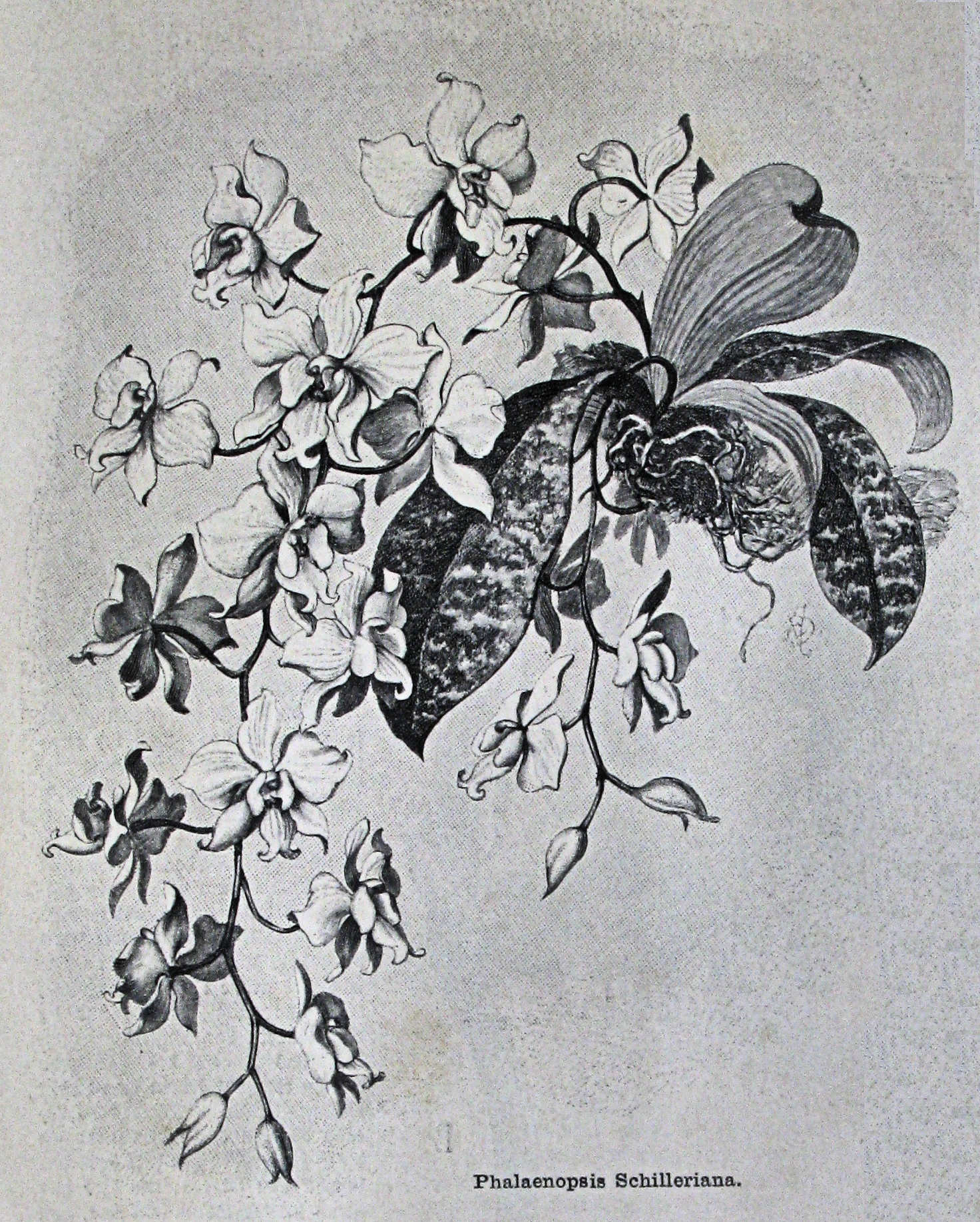
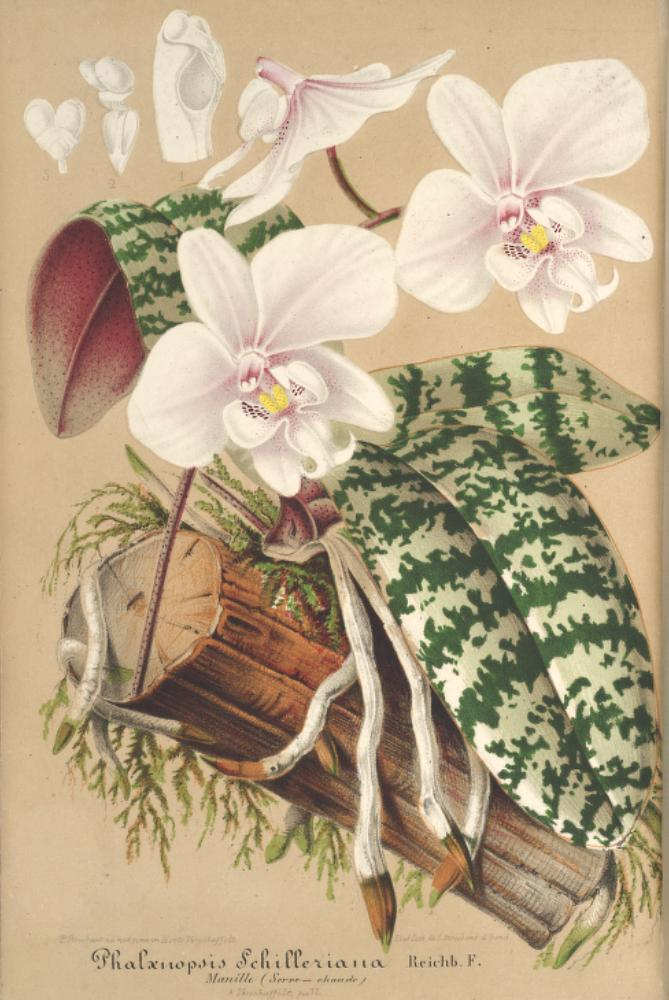
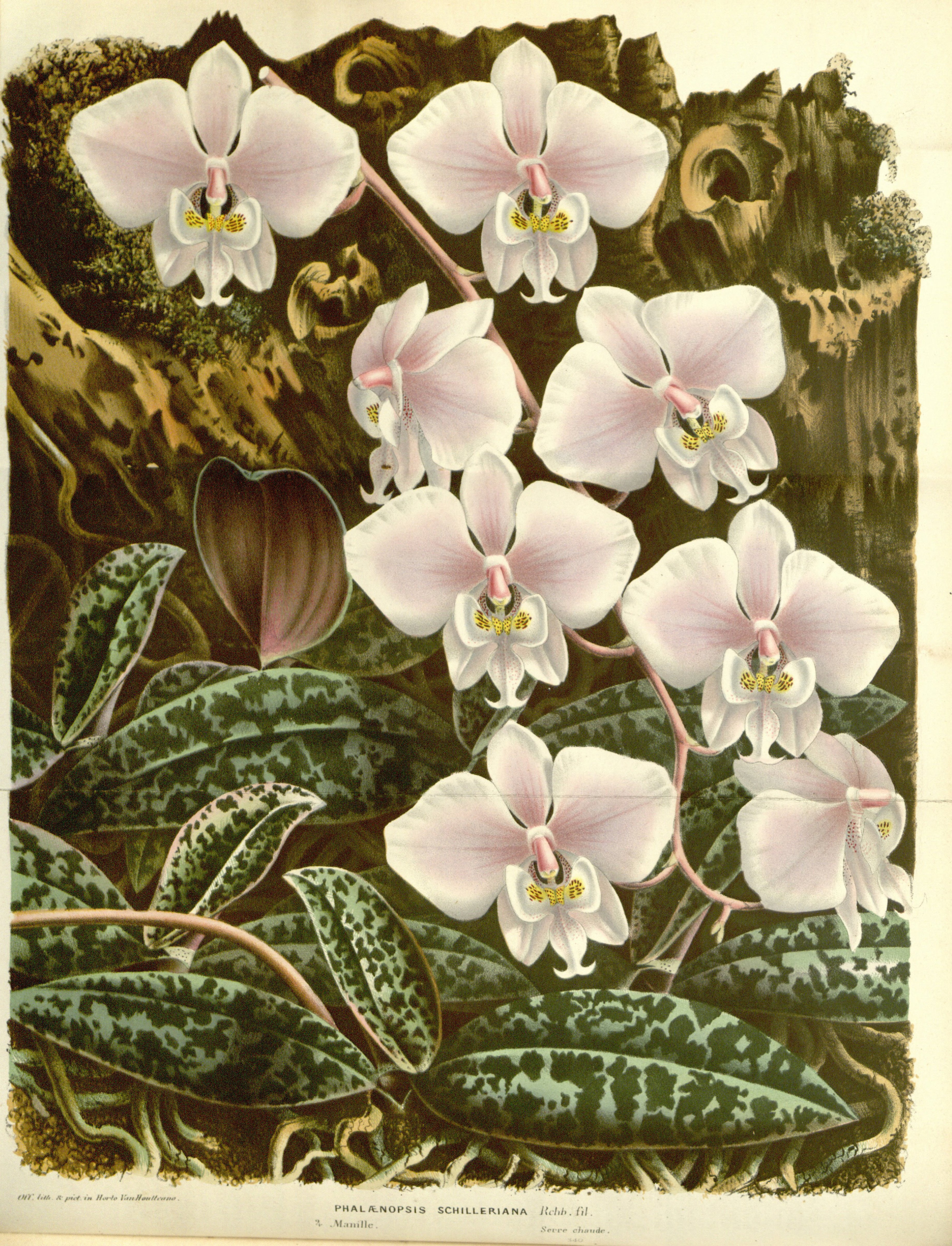
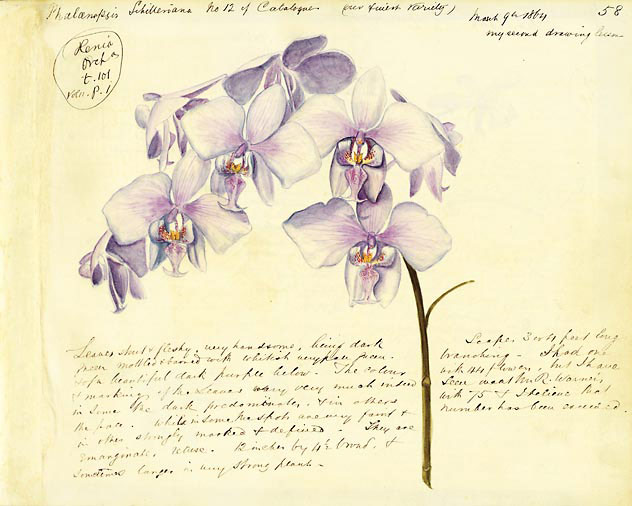
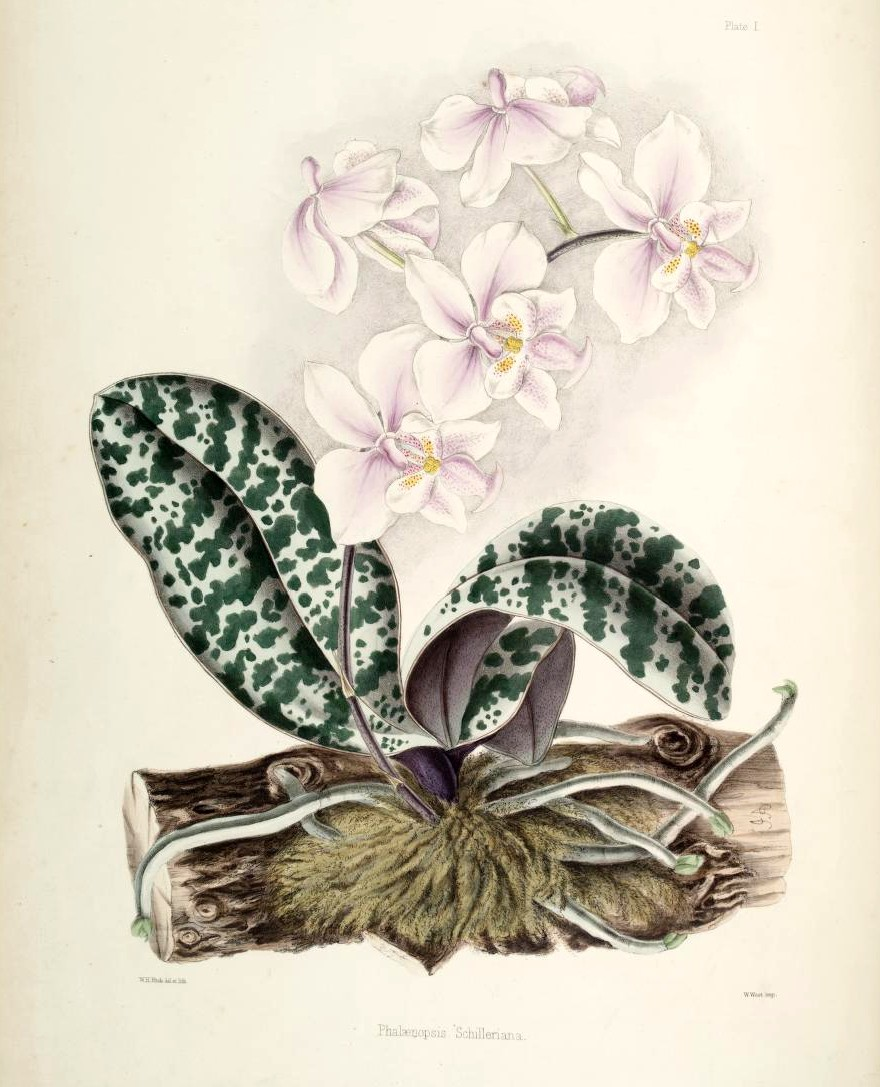
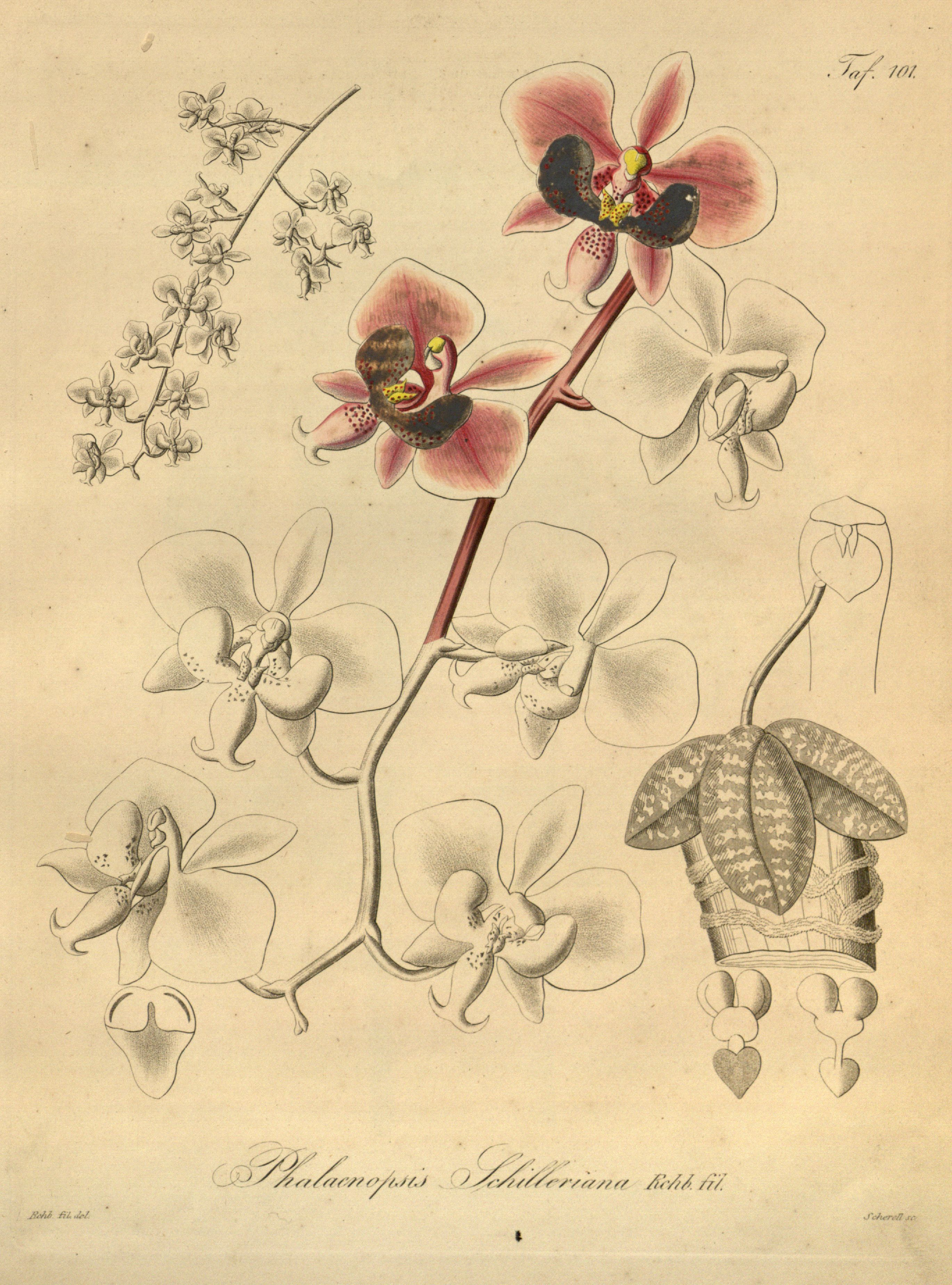